# William C. C. Claiborne
William Charles Cole Claiborne (1775-23 de noviembre de 1817) fue un político de los Estados Unidos, más conocido como el primer gobernador de Luisiana. También tiene el primado de ser el diputado más joven en la historia de los Estados Unidos que ha sido elegido a la Cámara de Representantes a la edad de veintidós años.

## Juventud y carrera
Nació en el Condado de Sussex, Virginia.  Estudió en el College of William and Mary, por aquel entonces la Academia Richmond.  A la edad de 16 años se mudó a Nueva York, donde trabajó como oficinista bajo la dirección de John Beckley, empleado de la Cámara de Representantes de los Estados Unidos, que entonces tenía su sede en aquella ciudad.  Se mudó a Filadelfia con el Gobierno Federal.  Comenzó sus estudios de Derecho, y se fue a Tennessee en 1794 para comenzar a trabajar.  El Gobernador John Sevier designó Claiborne a la Corte suprema de aquel estado en 1796.  El año siguiente dimitió para presentarse como candidato a la Cámara de Representantes, aun cuando él no tenía la edad suficiente según los requisitos escritos en  la Constitución de los Estados Unidos.
Estuvo en el cargo hasta 1801 cuando fue designado Gobernador del Territorio de Misisipi.

## Período Territorial de Luisiana
Claiborne se trasladó a Nueva Orleans y supervisó la transferencia de la Luisiana al control estadounidense después de la Compra de Luisiana en 1803. Gobernó lo que llegaría a ser el Estado de Luisiana, entonces llamado el Territorio de Orleans, durante su período como un territorio de los Estados Unidos desde 1804 hasta 1812.
Las relaciones con la población criolla de la Luisiana al principio fueron más bien tensas. Gradualmente se ganó su confianza, vio como el territorio acogía los refugiados francófonos de la Revolución haitiana y suprimió una rebelión de esclavos en los alrededores de la La Place.
Presidió la supresión de la rebelión de esclavos más grande en la historia americana, el levantamiento de Costa Alemana en 1811.
Después de que la Florida Occidental aseguró su independencia de España en 1810, Claiborne anexó el área a las órdenes de Presidente Madison, que consideraba esta parte como cosa separada de la Compra de Luisiana.

## Después de la Estadidad
Claiborne fue el primer gobernador electo después de que Luisiana se convirtiera en un «estado», ganando las elecciones gubernativas de la Luisiana de 1812 contra Jacques Villeré, permaneciendo en el cargo desde 1812 hasta 1816.
Después de su mandato como gobernador, fue elegido al  Senado de los Estados Unidos, sirviendo desde el 4 de abril de 1817 hasta su muerte.
Su cuerpo al principio fue enterrado en el Cementerio de San Louis. Honor controvertido: por entonces era el más prestigioso de los cementerios de la ciudad que era católico, mientras Claiborne era protestante. Más tarde fue enterrado de nuevo en el Cementerio Metairie. 
Tres condados estadounidenses tienen el honor de llevar su nombre: Parroquia de Claiborne (Luisiana), Condado de Claiborne (Misisipi) y Condado de Claiborne (Tennessee). La calle más larga en Nueva Orleans, Luisiana también lleva su nombre: Avenida Claiborne.
Al Campo Claiborne de la Segunda Guerra Mundial también le dieron su nombre en 1939. Esta instalación todavía se usa hoy para entrenar la Guardia Nacional del Ejército de la Luisiana, en particular por la 256º Brigada de Infantería. 
El Edificio de Claiborne está localizado en el centro de Baton Rouge y sirve como centro administrativo para el gobierno de la Luisiana.
William Claiborne es antepasado directo de la diseñadora de modas Liz Claiborne.
En 1993, Claiborne fue investido póstumamente para Museo Político y Salón de la Fama de Luisiana en Winnfield, Luisiana.  Junto con Huey Pierce Long, Jr. y Earl Kemp Long, Claiborne fue uno entre los trece primeros a ser nominados para el Salón de la Fama.